# Double dames de badminton aux Jeux européens de 2019
Pour un article plus général, voir Badminton aux Jeux européens de 2019.
Navigation
Bakou 2015 Cracovie 2023
Le tournoi de double dames de badminton aux Jeux européens de 2019 de Minsk se déroule au Falcon Club du 24 au 29 juin 2019.

## Format de la compétition
La compétition se déroule en 2 parties : une phase de poule et, à l'issue de celle-ci, une série de matches à élimination directe jusqu'à la finale.

## Têtes de séries
| N° | Joueuses                             | Résultat        | Dernières adversaires       |
| -- | ------------------------------------ | --------------- | --------------------------- |
| 1. | Maiken Fruergaard / Sara Thygesen    | Quart de finale | Selena Piek / Cheryl Seinen |
| 2. | Ekaterina Bolotova / Alina Davletova | Demi-finale     | Selena Piek / Cheryl Seinen |
| 3. | Émilie Lefel / Anne Tran             | Demi-finale     | Chloe Birch / Lauren Smith  |
| 4. | Selena Piek / Cheryl Seinen          | Victoire        | Chloe Birch / Lauren Smith  |

## Phase de poules
Qualifiés pour les quarts de finale.

### Groupe A
|   | Paires                                    | MJ | G | P | SG | SP | Pts |
| - | ----------------------------------------- | -- | - | - | -- | -- | --- |
| 1 | Chloe Birch / Lauren Smith                | 3  | 3 | 0 | 6  | 0  | 3   |
| 2 | Maiken Fruergaard / Sara Thygesen (1)     | 3  | 2 | 1 | 4  | 2  | 2   |
| 3 | Nikoletta Bukoviczki / Daniella Gonda     | 3  | 1 | 2 | 2  | 5  | 1   |
| 4 | Vytautė Fomkinaitė / Gerda Voitechovskaja | 3  | 0 | 3 | 1  | 6  | 0   |

| Date    | Paire 1                               | Score               | Paire 2                                   |
| ------- | ------------------------------------- | ------------------- | ----------------------------------------- |
| 24 juin | Maiken Fruergaard / Sara Thygesen     | 12-21, 18-21        | Chloe Birch / Lauren Smith                |
| 24 juin | Nikoletta Bukoviczki / Daniella Gonda | 21-13, 14-21, 21-19 | Vytautė Fomkinaitė / Gerda Voitechovskaja |
| 25 juin | Maiken Fruergaard / Sara Thygesen     | 21-7, 21-13         | Nikoletta Bukoviczki / Daniella Gonda     |
| 25 juin | Chloe Birch / Lauren Smith            | 21-9, 21-15         | Vytautė Fomkinaitė / Gerda Voitechovskaja |
| 26 juin | Chloe Birch / Lauren Smith            | 21-6, 21-12         | Nikoletta Bukoviczki / Daniella Gonda     |
| 26 juin | Maiken Fruergaard / Sara Thygesen     | 21-10, 21-7         | Vytautė Fomkinaitė / Gerda Voitechovskaja |

### Groupe B
|   | Paires                                   | MJ | G | P | SG | SP | Pts |
| - | ---------------------------------------- | -- | - | - | -- | -- | --- |
| 1 | Ekaterina Bolotova / Alina Davletova (2) | 3  | 3 | 0 | 6  | 1  | 3   |
| 2 | Emma Karlsson / Johanna Magnusson        | 3  | 2 | 1 | 5  | 2  | 2   |
| 3 | Maryna Ilyinskaya / Yelyzaveta Zharka    | 3  | 1 | 2 | 2  | 4  | 1   |
| 4 | Silvia Garino / Lisa Iversen             | 3  | 0 | 3 | 0  | 6  | 0   |

| Date    | Paire 1                              | Score               | Paire 2                               |
| ------- | ------------------------------------ | ------------------- | ------------------------------------- |
| 24 juin | Silvia Garino / Lisa Iversen         | 9-21, 7-21          | Maryna Ilyinskaya / Yelyzaveta Zharka |
| 24 juin | Ekaterina Bolotova / Alina Davletova | 21-15, 17-21, 21-18 | Emma Karlsson / Johanna Magnusson     |
| 25 juin | Emma Karlsson / Johanna Magnusson    | 21-12, 21-13        | Maryna Ilyinskaya / Yelyzaveta Zharka |
| 25 juin | Ekaterina Bolotova / Alina Davletova | 21-9, 21-12         | Silvia Garino / Lisa Iversen          |
| 26 juin | Ekaterina Bolotova / Alina Davletova | 21-12, 21-14        | Maryna Ilyinskaya / Yelyzaveta Zharka |
| 26 juin | Emma Karlsson / Johanna Magnusson    | 21-10, 21-11        | Silvia Garino / Lisa Iversen          |

### Groupe C
|   | Paires                                     | MJ | G | P | SG | SP | Pts |
| - | ------------------------------------------ | -- | - | - | -- | -- | --- |
| 1 | Émilie Lefel / Anne Tran (3)               | 3  | 3 | 0 | 6  | 0  | 3   |
| 2 | Kati-Kreet Marran / Helina Rüütel          | 3  | 2 | 1 | 4  | 2  | 2   |
| 3 | Lise Jaques / Flore Vandenhoucke           | 3  | 1 | 2 | 2  | 4  | 1   |
| 4 | Anastasiya Cherniavskaya / Alesia Zaitsava | 3  | 0 | 3 | 0  | 6  | 0   |

| Date    | Paire 1                           | Score        | Paire 2                                    |
| ------- | --------------------------------- | ------------ | ------------------------------------------ |
| 24 juin | Lise Jaques / Flore Vandenhoucke  | 21-10, 21-11 | Anastasiya Cherniavskaya / Alesia Zaitsava |
| 24 juin | Émilie Lefel / Anne Tran          | 21-19, 23-21 | Kati-Kreet Marran / Helina Rüütel          |
| 25 juin | Émilie Lefel / Anne Tran          | 21-16, 21-11 | Lise Jaques / Flore Vandenhoucke           |
| 25 juin | Kati-Kreet Marran / Helina Rüütel | 21-13, 21-17 | Anastasiya Cherniavskaya / Alesia Zaitsava |
| 26 juin | Kati-Kreet Marran / Helina Rüütel | 21-13, 21-14 | Lise Jaques / Flore Vandenhoucke           |
| 26 juin | Émilie Lefel / Anne Tran          | 21-16, 21-10 | Anastasiya Cherniavskaya / Alesia Zaitsava |

### Groupe D
|   | Paires                              | MJ | G | P | SG | SP | Pts |
| - | ----------------------------------- | -- | - | - | -- | -- | --- |
| 1 | Selena Piek / Cheryl Seinen (4)     | 3  | 3 | 0 | 6  | 0  | 3   |
| 2 | Bengisu Erçetin / Nazlıcan İnci     | 3  | 2 | 1 | 4  | 2  | 2   |
| 3 | Johanna Goliszewski / Lara Käpplein | 3  | 1 | 2 | 2  | 4  | 1   |
| 4 | Alžběta Bášová / Michaela Fuchsová  | 3  | 0 | 3 | 0  | 6  | 0   |

| Date    | Paire 1                             | Score        | Paire 2                             |
| ------- | ----------------------------------- | ------------ | ----------------------------------- |
| 24 juin | Selena Piek / Cheryl Seinen         | 21-19, 21-14 | Johanna Goliszewski / Lara Käpplein |
| 24 juin | Alžběta Bášová / Michaela Fuchsová  | 12-21, 20-22 | Bengisu Erçetin / Nazlıcan İnci     |
| 25 juin | Johanna Goliszewski / Lara Käpplein | 11-21, 17-21 | Bengisu Erçetin / Nazlıcan İnci     |
| 25 juin | Selena Piek / Cheryl Seinen         | 21-11, 21-9  | Alžběta Bášová / Michaela Fuchsová  |
| 26 juin | Johanna Goliszewski / Lara Käpplein | 21-13, 21-13 | Alžběta Bášová / Michaela Fuchsová  |
| 26 juin | Selena Piek / Cheryl Seinen         | 21-12, 21-14 | Bengisu Erçetin / Nazlıcan İnci     |

## Phase à élimination directe
Les premières d'une poule sont opposées à un deuxième de poule, mais deux adversaires en quart de finale ne peuvent pas être issues d'une même poule.
|  |                                    |                             |                                      |               |                           |     |     |            |                            |            |            |            |    |  |    |    |    |    |    |  |  |
|  | 1/4 de finale                      | 1/4 de finale               | 1/4 de finale                        | 1/4 de finale | 1/4 de finale             |     |     | 1/2 finale | 1/2 finale                 | 1/2 finale | 1/2 finale | 1/2 finale |    |  | DF | DF | DF | DF | DF |  |  |
|  |                                    |                             |                                      |               |                           |     |     |            |                            |            |            |            |    |  |    |    |    |    |    |  |  |
|  |                                    |                             |                                      |               |                           |     |     |            |                            |            |            |            |    |  |    |    |    |    |    |  |  |
|  | Chloe Birch Lauren Smith           |                             | 21                                   | 21            |                           |     |     |            |                            |            |            |            |    |  |    |    |    |    |    |  |  |
|  | Chloe Birch Lauren Smith           |                             |                                      |               |                           |     |     |            |                            |            |            |            |    |  |    |    |    |    |    |  |  |
|  | Bengisu Erçetin Nazlıcan İnci      |                             | 12                                   | 18            |                           |     |     |            |                            |            |            |            |    |  |    |    |    |    |    |  |  |
|  | Bengisu Erçetin Nazlıcan İnci      | Chloe Birch Lauren Smith    | 12                                   | 18            |                           | 21  | 21  |            |                            |            |            |            |    |  |    |    |    |    |    |  |  |
|  |                                    |                             |                                      |               |                           | 21  | 21  |            |                            |            |            |            |    |  |    |    |    |    |    |  |  |
|  |                                    |                             | Émilie Lefel · Anne Tran             | (3)           | 13                        | 13  |     |            |                            |            |            |            |    |  |    |    |    |    |    |  |  |
|  | Émilie Lefel Anne Tran             | (3)                         | Émilie Lefel · Anne Tran             | (3)           | 13                        | 13  | 21  | 25         |                            |            |            |            |    |  |    |    |    |    |    |  |  |
|  | Émilie Lefel Anne Tran             | (3)                         |                                      |               |                           |     |     |            |                            |            |            |            |    |  |    |    |    |    |    |  |  |
|  | Emma Karlsson Johanna Magnusson    |                             | 15                                   | 23            |                           |     |     |            |                            |            |            |            |    |  |    |    |    |    |    |  |  |
|  | Emma Karlsson Johanna Magnusson    |                             |                                      |               |                           |     |     |            | Chloe Birch · Lauren Smith |            | 21         | 13         | 15 |  |    |    |    |    |    |  |  |
|  |                                    |                             |                                      |               |                           |     |     |            | Chloe Birch · Lauren Smith |            | 21         | 13         | 15 |  |    |    |    |    |    |  |  |
|  |                                    | Selena Piek · Cheryl Seinen | (4)                                  | 14            | 21                        | 21  |     |            |                            |            |            |            |    |  |    |    |    |    |    |  |  |
|  | Maiken Fruergaard Sara Thygesen    | Selena Piek · Cheryl Seinen | (4)                                  | 14            | 21                        | 21  | (1) | 13         | 14                         |            |            |            |    |  |    |    |    |    |    |  |  |
|  | Maiken Fruergaard Sara Thygesen    |                             |                                      |               |                           |     | (1) | 13         | 14                         |            |            |            |    |  |    |    |    |    |    |  |  |
|  | Selena Piek Cheryl Seinen          | (4)                         | 21                                   | 21            |                           |     |     |            |                            |            |            |            |    |  |    |    |    |    |    |  |  |
|  | Selena Piek Cheryl Seinen          | (4)                         | 21                                   | 21            | Selena Piek Cheryl Seinen | (4) | 18  | 22         | 21                         |            |            |            |    |  |    |    |    |    |    |  |  |
|  |                                    |                             |                                      |               |                           | (4) | 18  | 22         | 21                         |            |            |            |    |  |    |    |    |    |    |  |  |
|  |                                    |                             | Ekaterina Bolotova · Alina Davletova | (2)           | 21                        | 20  | 14  |            |                            |            |            |            |    |  |    |    |    |    |    |  |  |
|  | Kati-Kreet Marran Helina Rüütel    |                             | Ekaterina Bolotova · Alina Davletova | (2)           | 21                        | 20  | 14  | 14         | 15                         |            |            |            |    |  |    |    |    |    |    |  |  |
|  | Kati-Kreet Marran Helina Rüütel    |                             |                                      |               |                           |     |     | 14         | 15                         |            |            |            |    |  |    |    |    |    |    |  |  |
|  | Ekaterina Bolotova Alina Davletova | (2)                         | 21                                   | 21            |                           |     |     |            |                            |            |            |            |    |  |    |    |    |    |    |  |  |
|  | Ekaterina Bolotova Alina Davletova | (2)                         | 21                                   | 21            |                           |     |     |            |                            |            |            |            |    |  |    |    |    |    |    |  |  |